# John Lee Hancock
John Lee Hancock   (Longview, 15 de desembre de 1956) John Lee Hancock Jr. és un cineasta nord-americà, conegut com a escriptor i va dirigir les pel·lícules de drama esportiu The Rookie (2002) i The blind side: Un somni possible (2009), les pel·lícules de drama històric Saving Mr. Banks (2013), El fundador (2016), The Alamo (2004) i The Highwaymen (2019), i va escriure i dirigir la pel·lícula de terror Mr. Harrigan's Phone en 2022.

## Biografia
Hancock va néixer a Longview, però va créixer a la ciutat de Texas. És fill de John Lee Hancock Sr., que va jugar a futbol a Baylor i a la NFL i després es va convertir en entrenador de futbol a Texas City High School. La seva mare, Sue Hancock, és una professora d'anglès jubilada que va ensenyar a la Texas City ISD. El més gran de quatre fills (dos germans i una germana), John Jr. va jugar a futbol i va competir en natació mentre estava a l'escola secundària (el seu germà va jugar breument a la NFL). Durant l'escola secundària i quan tornava a la universitat, en John va treballar a la botiga de fabricació de canonades del seu avi situada a prop de les refineries industrials de la seva ciutat natal, Texas City, Texas. John es va llicenciar en anglès a Baylor l'any 1979 i va obtenir un títol de doctorat a la Facultat de Dret de Baylor el 1982.
Després de treballar en un despatx d'advocats de Houston durant quatre anys, va decidir dedicar-se a l'escriptura de guions i es va traslladar a Los Angeles. En triar no fer l'examen d'advocacia de Califòrnia i exercir l'advocacia a Califòrnia, Hancock va ocupar nombrosos treballs no legals els anys següents, va prendre classes d'actuació i va treballar al teatre local. Va debutar com a guionista i director amb Hard Time Romance de 1991, i Clint Eastwood va notar un altre guió que va escriure el 1991 i es va convertir en A Perfect World dirigit per Eastwood i protagonitzat per Eastwood i Kevin Costner. Va continuar produint l'aclamat My Dog Skip abans de trobar un reconeixement generalitzat com a director de The Rookie, que va guanyar un ESPY el 2002 per "Millor pel·lícula esportiva" i va tenir un èxit crític i comercial. També va escriure el guió de Midnight in the Garden of Good and Evil i va dirigir The Alamo, un remake de la pel·lícula de 1960. Va protagonitzar Dennis Quaid, Billy Bob Thornton, Jason Patric i Patrick Wilson.